# Spezifische Schnittkraft
Die Spezifische Zerspankraft {\displaystyle k} ist die auf den Spanungsquerschnitt {\displaystyle A} bezogene Zerspankraft {\displaystyle F}. Es gilt:
{\displaystyle k={\frac {F}{A}}}
Sie wird in Experimenten ermittelt und in Tabellen festgehalten, die dazu dienen die Zerspankraft zu berechnen. Sie ergibt sich dann zu
{\displaystyle F=k\cdot A}.
Häufig beschränkt man sich dabei auf die Berechnung der wichtigsten Komponente, der Schnittkraft {\displaystyle F_{c}} (von engl.: cut für Schnitt). Sie ergibt sich aus der spezifischen Schnittkraft {\displaystyle k_{c}}. Analog dazu existieren auch die spezifische Vorschubkraft {\displaystyle k_{f}} und die spezifische Passivkraft {\displaystyle k_{p}}.
Die spezifische Zerspankraft und ihre Komponenten sind jedoch keine Konstanten, sondern hängen von einer Vielzahl an Einflüssen ab. Die wichtigsten sind der Werkstoff und die Spanungsdicke {\displaystyle h}. Der Wert {\displaystyle k_{c1.1}} ist die spezifische Schnittkraft, die für eine Spanungsdicke von 1 mm und einer Spanungsbreite {\displaystyle b} von 1 mm gilt. Falls nur die Spanungsdicke als Einfluss berücksichtigt wird, gilt folgender Zusammenhang:
{\displaystyle k_{c}=k_{c1.1}\cdot h^{-m_{c}}}.
mit:
{\displaystyle m_{c}} Werkstoffkonstante
Die Schnittkraft ergibt sich dann zu {\displaystyle F_{c}=k_{c}\cdot A=k_{c1.1}\cdot h^{-m_{c}}\cdot h\cdot b=k_{c1.1}\cdot b\cdot h^{1-m_{c}}}

## Bestimmung der spezifischen Schnittkraft
Die spezifische Schnittkraft {\displaystyle k_{c}} hängt von einer Vielzahl an Einflüssen ab. Als Konstante wird der Wert {\displaystyle k_{c1.1}} verwendet der für gewisse Standardbedingungen gilt. Zu diesen zählt vor allem eine Spanungsbreite und -dicke von 1 mm. Die weiteren Einflüsse werden über sogenannte Korrekturfaktoren berücksichtigt. Allgemein gilt:
{\displaystyle k_{c}=k_{c1.1}\cdot h^{-m_{c}}\cdot K_{c\gamma }\cdot K_{v}\cdot K_{\text{st}}\cdot K_{\text{ver}}\cdot K_{css}\cdot K_{ckss}}
mit
{\displaystyle K_{c\gamma }} Korrekturfaktor für den Spanwinkel.
{\displaystyle K_{v}} Korrekturfaktor für die Schnittgeschwindigkeit
{\displaystyle K_{\text{st}}}Korrekturfaktor für die Spanstauchung
{\displaystyle K_{\text{ver}}} Korrekturfaktor für den beim Spanen auftretenden Verschleiß
{\displaystyle K_{css}} Korrekturfaktor für den Schneidstoff
{\displaystyle K_{ckss}} Korrekturfaktor für das Kühlschmiermittel
| Werkstoff        | {\displaystyle k_{c1.1}} [N/mm²] | {\displaystyle m_{c}} | Spezifische Schnittkraft {\displaystyle k_{c}} für {\displaystyle h=0{,}1\,{\text{mm}}} [N/mm²] | Spezifische Schnittkraft {\displaystyle k_{c}} für {\displaystyle h=0{,}63\,{\text{mm}}} [N/mm²] |
| ---------------- | -------------------------------- | --------------------- | ----------------------------------------------------------------------------------------------- | ------------------------------------------------------------------------------------------------ |
| Messing          | 780                              | 0,18                  | 1180                                                                                            | 850                                                                                              |
| S 275 JR (St 44) | 1780                             | 0,17                  | 2630                                                                                            | 1930                                                                                             |
| E 335 (St 60)    | 2110                             | 0,17                  | 3120                                                                                            | 2280                                                                                             |
| 16 MnCr5         | 2100                             | 0,26                  | 3820                                                                                            | 2370                                                                                             |
| 42 CrMo4         | 2500                             | 0,26                  | 4550                                                                                            | 2820                                                                                             |
| GG 30            | 1130                             | 0,3                   | 2255                                                                                            | 1298                                                                                             |

### Spanwinkel
{\displaystyle K_{c\gamma }} erfasst den Einfluss des Spanwinkels. Wenn er klein ist, kann der Span leichter über die Spanfläche abgleiten. Es gilt
{\displaystyle K_{c\gamma }=1-{\frac {\gamma _{\text{tat}}-\gamma _{0}}{100}}}.
Dabei ist {\displaystyle \gamma _{0}} der Referenzspanwinkel und {\displaystyle \gamma _{\text{tat}}} der tatsächlich vorliegende Spanwinkel. Der Referenzspanwinkel beträgt +6° für Stahl und +2° für die Bearbeitung von Gusseisen.

### Schnittgeschwindigkeit
{\displaystyle K_{v}} gibt den Einfluss der Schnittgeschwindigkeit an, der nur gering ist und selten berücksichtigt wird. Mit steigender Schnittgeschwindigkeit sinkt die Schnittkraft. Außerdem tritt der Einfluss meist nur im Bereich kleiner Schnittgeschwindigkeiten (v < 80 m/min) auf. Im Bereich zwischen 80 und 250 m/min kann der Einfluss abgeschätzt werden mit
{\displaystyle K_{v}=1{,}03-{\frac {3\cdot v_{c}}{10^{4}}}}.
Für den Bereich zwischen 30 und 50 m/min kann er mit {\displaystyle K_{v}=1{,}15} angesetzt werden. Der Einfluss der Schnittgeschwindigkeit lässt sich auf zwei Ursachen zurückführen: Einerseits erhöht sich mit steigender Schnittgeschwindigkeit die Temperatur des Werkstoffs was seine Festigkeit reduziert, andererseits hat sie Einfluss auf die Aufbauschneidenbildung. Allgemein gilt
{\displaystyle K_{v}=\left({\frac {100}{v_{c}}}\right)^{0,1}}.
Bei einer Schnittgeschwindigkeit von 200 m/min beträgt er 0,93.

### Spanstauchung
Bei der Bearbeitung wird der Werkstoff vor dem Abscheren gestaucht. Der Einfluss dieser Spanstauchung wird mit dem Faktor {\displaystyle \lambda } ({\displaystyle K_{\text{st}}}in der obigen Formel) berücksichtigt. Er liegt für das Außendrehen bei 1 und beim Innendrehen, Bohren und Fräsen bei 1,2. Beim Einstechen und Abstechen beträgt er 1,3 und beim Hobeln, Stoßen und Räumen beträgt er 1,1.

### Verschleiß
Der am Werkzeug auftretende Verschleiß kann unterschiedliche Wirkungen haben, je nachdem wo der Verschleiß auftritt. Freiflächenverschleiß führt zu vermehrter Reibung zwischen Werkstück und Werkzeug und damit zu steigenden Kräften. Kolkverschleiß dagegen vergrößert den tatsächlichen Spanwinkel und verringert damit die Kräfte. Da der Verschleiß während der Bearbeitung selten bekannt ist, wird der Korrekturfaktor {\displaystyle K_{\text{ver}}} meist mit dem Erfahrungswert von 1,5 angesetzt.

### Schneidstoff
Der Wert {\displaystyle K_{css}} gibt den Einfluss des Schneidstoffs wieder. Er beruht maßgeblich auf den verschiedenen Reibungskoeffizienten zwischen Spanfläche des Werkzeuges und dem Span. Er liegt für Schnellarbeitsstahl bei 1,2 für Hartmetall bei 1,0 und für Schneidkeramiken bei 0,9.

### Kühlschmierstoff
Der Faktor {\displaystyle K_{ckss}} berücksichtigt den Einfluss des Kühlschmierstoffs. Er beruht ebenfalls auf dem Einfluss auf die Reibung. Daher bewirken ölhaltige Kühlschmierstoffe eine niedrigere Schnittkraft als Kühlemulsionen. Bei der Trockenbearbeitung beträgt der Wert 1, bei der Verwendung von Kühlemulsionen 0,9 und bei Öl 0,85.